# HSG Kleenheim-Langgöns
Die HSG Kleenheim-Langgöns (Handballspielgemeinschaft Kleenheim-Langgöns) ist eine Handball-Spielgemeinschaft der Handballabteilungen des TSV Niederkleen, TSV Oberkleen und des TSV Ebersgöns.

## Chronik
Als Gründungsdatum kann der 9. Februar 1972 gelten. An diesem Tag unterzeichneten neun Vorstandsmitglieder der beiden Vereine TSV Niederkleen und TSV Oberkleen die Vereinbarung über den Zusammenschluss zur Spielgemeinschaft Kleenheim (SG Kleenheim). Wilhelm Wächtershäuser (Vorsitzender des TSV Niederkleen) und Reinhold Jung (2. Vorsitzender des TSV Oberkleen) standen an der Spitze der Vorstandsgremien. Der Zusammenschluss galt ab der Feldrunde 1972. Im Jahr 1988 schloss sich der TSV Ebersgöns der Spielgemeinschaft an und im Mai 2018 erfolgte die Umbenennung von der Spielgemeinschaft Kleenheim e. V. zur Handballspielgemeinschaft Kleenheim-Langgöns e. V.

## Frauen
Als Tabellenerster der Regionalliga Südwest - Staffel Nord in der Saison 1982/83 stieg die Frauenmannschaft der SG Kleenheim in die 1. Bundesliga Süd auf. Nach 18 Spielen stand die Frauenmannschaft der SG Kleenheim auf Tabellenplatz 9 und stieg somit in die Regionalliga ab, was damals die zweithöchsten Klasse beim Frauen-Handball war. 1985 qualifizierte man sich für die nun neugegründete 2. Bundesliga und zählt somit zu den Gründungsvereinen. Bis zum Jahr 2000, unterbrochen durch ein Jahr nach dem Abstieg 1988, spielte man in der 2. Bundesliga. Nachdem man in der Saison 2016/17 wieder in der 2. Liga spielte, stieg die HSG freiwillig in die 3. Liga ab. In der Saison 2017/18 konnte man die Staffel Ost direkt gewinnen, verzichtete aber auf den Aufstieg in die 2. Bundesliga. Nach der erfolglosen Drittliga-Abstiegsrunde der Saison 2021/22 musste man in die Oberliga Hessen absteigen. Einen Sieg mit mindestens zwei Toren Differenz hätte das Team von Trainer Martin Saul in dieser letzten Saisonpartie beim ASC Dortmund 09 mindestens gebraucht, um sich rechnerische Möglichkeiten auf den Ligaverbleib noch offenzuhalten. Doch im Ruhrgebiet reichte es letztlich nur zu einem 26:26 (14:17)- Unentschieden, sodass die Kleebachtalerinnen den bitteren Gang in die Oberliga Hessen antreten mussten.

## Männer
In der Saison 1983/84 stieg die Mannschaft das erste Mal in die Oberliga Hessen Staffel Nord auf.
Die Saison 2010/11 beendete man als Tabellenerster der Oberliga Hessen und steigt somit zum ersten Mal in der Vereinsgeschichte in die 3. Liga auf. Jedoch belegte man zum Saisonende den letzten Tabellenplatz und stieg wieder in die Oberliga Hessen ab, die Herrenmannschaft aktuell spielt.

## Der Name „Kleenheim“
Der Name „Kleenheim“ ist ein Relikt aus den Zeiten der Gebietsreform, denn die Ortschaften Niederkleen und Oberkleen gehörten auch politisch zusammen und hießen eben Kleenheim, so dass der Name auch für den neuen Handball-Club übernommen wurde.

## Pfingstturnier
1979 fand erstmals auf dem Waldsportplatz in Niederkleen ein internationales Pfingstturnier – ausgerichtet von der SG Kleenheim – statt. Dieses Turnier wurde zu einer festen Einrichtung in Niederkleen und wird bis heute jedes Jahr ausgetragen.

## Kooperation im Jugendbereich
Im Rahmen des 36. Kleenheimer Handball-Pfingstturniers unterzeichneten Vertreter der SG Kleenheim und des TSV Lang-Göns die von den Vorstandsmitgliedern ausgearbeiteten und unterzeichneten Kooperationsvertrag für eine ab sofort gemeinsame Jugendarbeit beider Vereine. Damit werden die Jugendhandball-Abteilungen beider Vereine komplett zusammengelegt. Die Jugendkooperation trainiert und spielt unter dem Namen SG Kleenheim / Lang-Göns in den Großsporthallen Lang-Göns (Karl-Zeiss-Sporthalle) und Oberkleen (Weidig-Sporthalle).